# Arturo Pablo Ros Murgadas
Arturo Pablo Ros Murgadas (nascut a Vinalesa, 10 de juny de 1964) es un religiós valencià.
Actualment des del 3 de setembre de 2016 és el Bisbe titular de Ursona i és el Bisbe Auxiliar de l'Arxidiòcesi de València, després d'haver estat elegit pel Papa Francesc.

## Biografia
Nascut al municipi valencià de Vinalesa, l'any 1964.
És nebot del retor Honorato Ros i net del destacat beat i màrtir Arturo Ros Montalt, que va ser assassinat per la seva creença religiosa i anys més tard el Papa Joan Pau II el va canonitzar.
Des de jove ha estudiat al Col·legi Sant Jaume Apòstol de Montcada i amb el pas del temps va estar treballant en la banca.
Seguidament va entrar al Seminari Metropolità de València i també va assistir a la Facultat Teològica Sant Vicent Ferrer, a la qual va fer estudis de filosofia i teologia i finalment va obtenir la seva titulació.
El 29 de juny de 1993, ja va ser ordenat sacerdot per l'Arquebisbe de València "monsenyor" Agustín García Gasco Vicente.
Després de ser ordenat, va començar a exercir com a retor de l'Assumpció de la Mare de Déu de Torrent.
Seguidament entre 1996 i el 2000, va estar a la Parròquia de Sant Vicent Ferrer i de Nostra Senyora de la Bona Guia de València, además de ser assistent i consiliari diocesà del Moviment Cursets de Cristiandat.
També entre 1998 i 2003, va ser membre del Consell de Sacerdots i fins a 2005 va ser formador i Superior del Seminari Major de València.
El 2006 va passar a ser el retor de Requena i els seus llogarets i també al mateix temps, en 2010 va ser triat per l'arquebisbe "monsenyor" Carlos Osoro Sierra per ser membre del consell presbiteral i per ocupar la Vicaria Territorial V de Llíria, Requena i Ademús.

### Bisbe
El 27 juny de 2016 va ascendir a l'episcopat, ja que el Papa Francesc l'ha nomenat com a Bisbe Titular de la Seu de Ursona i com a Bisbe Auxiliar de l'Arxidiòcesi de València.
Ha rebut la consagració episcopal el dissabte dia 3 de setembre, en una ecuaristia celebrada a la Catedral de Santa Maria de València i presidida pel seu consagrante principal, el Cardenal i Arquebisbe Metropolità "monsenyor" Antonio Cañizares Llovera i pels co-consagrantes, el Arquebisbe de Madrid (que va ser de València anteriorment) "monsenyor" Carlos Osoro Sierra i el també Bisbe Auxiliar de l'arxidiòcesi "monsenyor" Esteban Escudero Torres.